# Paspalum simplex
Paspalum simplex är en gräsart som beskrevs av Thomas Morong. Paspalum simplex ingår i släktet tvillinghirser, och familjen gräs. Inga underarter finns listade i Catalogue of Life.